# اقتصاد تركمانستان

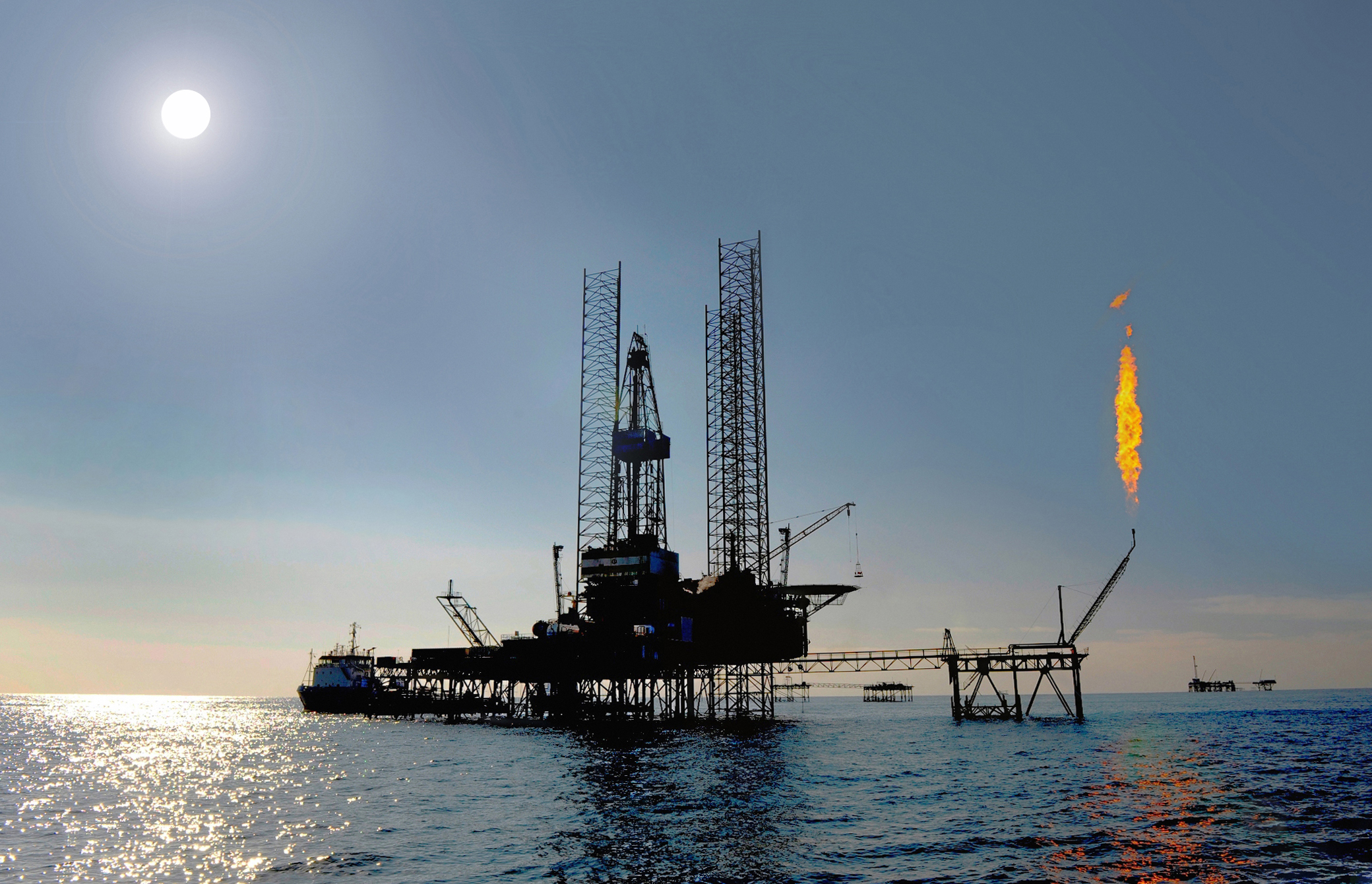
منصة نفط تركمانية في بحر قزوين

يُعدّ اقتصاد تركمانستان واحدًا من الاقتصادات الأسرع نموًا في العالم. تعتبر تركمانستان بلدًا صحراويًا إلى حد كبير وفيها زراعة مكثفة في المناطق المروية بالإضافة إلى موارد ضخمة من الغاز والنفط. ومن ناحية مخزون الغاز الطبيعي، تُصنف في المركز السابع عالميًا. أما بالنسبة لأضخم محصولين زراعيين في تركمانستان فهما القطن الذي يُنتج معظمه من أجل التصدير والقمح الذي يُستهلك محليًا. وتحتل تركمانستان موقعها بين أكثر عشر منتجين للقطن في العالم. منذ عام 1998 وحتى عام 2005، عانت تركمانستان من قلة طرق الصادرات الملائمة للغاز الطبيعي ومن الالتزامات على الدين الخارجي الواسع قصير الأمد. وفي الوقت عينه، وعلى أي حال، ارتفعت الصادرات الكلية بمتوسط يبلغ قدره نحو 15% سنويًا من عام 2003 حتى عام 2008، ويعزى الأمر بشكل كبير إلى ارتفاع أسعار النفط والغاز دوليًا. وفي الفترة السوفياتية، انتشر التخطيط المركزي والسيطرة الحكومية في النظام، ورفضت حكومة نيازوف (التي كانت في السلطة من 1991 – 2006) برامج إصلاح السوق بشكل مستمر. دعمت الحكومة شريحة واسعة من البضائع والخدمات من أوائل تسعينيات القرن العشرين وحتى عام 2019. منذ انتخابات الرئيس قربانقلي مالكقليفيتش بردي محمدوف في عام 2007، وحّد سعر صرف العملة المزدوجة في البلاد في البلد وطلب إعادة تشكيل المنات وقلل مساعدات الحكومة للبنزين وأطلق تنمية منطقة سياحية خاصة (أوازا) على بحر قزوين. ومنذ عام 2009، حافظت تركمانستان على سعر الصرف الثابت. وبدءًا من عام 2008، والدولار الأميركي يعادل 3.5 منات تركمانستانية.

## السياسة المالية
تسير عملية وضع الميزانية وتنفيذها وفقًا لقانون «النظام المعني بالميزانية». يحدد القانون الأسس الشرعية للإدارة التنظيمية ونظام ميزانية التشغيل ويُنظم العلاقات بين الميزانيات على كافة الأصعدة. تناقش حكومة تركمانستان مسودة ميزانية الدولة وتقدمها لرئيس تركمانستان. وقبل شهر واحد من بداية العام المالي، قدم رئيس تركمانستان مسودة ميزانية الدولة إلى جمعية تركمانستان (المجلس) وذلك من أجل النظر فيها وتبنيها. تُعبر إحصاءات الميزانية غير موثوقة لأن الحكومة تنفق كميات كبيرة من الأموال خارج الميزانية. في عام 2012، يُقدر أن نفقات الميزانية قد بلغت 26.9 مليار دولار أميركي، أما الإيرادات فبلغت 26.4 مليار دولار أميركي وهو ما نجم عنه عجز بسيط.

## الصناعة
في الفترة ما بعد السوفياتية، سيطرت صناعات معالجة القطن والوقود على القطاع الصناعي في تركمانستان بشكل متزايد، وكان ذلك على حساب الصناعات الخفيفة. بين عام 1991 وعام 2004، افتُتح نحو 14 مصنع جديد لمعالجة القطن، وهو ما سبب الازدياد الكبير في مقدرة معالجة القطن المنتج محليًا. تعتمد الصناعة الإنشائية بشكل رئيسي على مشاريع البناء الحكومية لأن بناء المساكن الخاصة يعتبر ذو أهمية منخفضة.

### الغاز
اكتُشفت مستودعات الغاز الرئيسة في المناطق الوسطى والشرقية في أربعينيات القرن العشرين وخمسينياته، وفي ثمانينيات القرن العشرين أصبحت الجمهورية ثاني أكبر منتج للغاز في الاتحاد السوفياتي، خلف جمهورية روسيا الاتحادية الاشتراكية السوفيتية. خلال الفترة السوفياتية، كان الغاز يُصدر بشكل رئيس إلى جمهوريات سوفياتية أخرى بينما كانت تركمانستان تزيد تقديمها بثبات من نحو 9.2 مليون متر مكعب في عام 1940 إلى نحو 234 مليون متر مكعب في عام 1960 ونحو 51 مليار متر مكعب في عام 1975. تمّ هذا التصدير تحت السيطرة المركزية، وذهبت معظم إيرادات التصدير إلى ميزانية الاتحاد السوفياتي المركزية. تغير هذا الأمر في عام 1991ـ عندما حصلت تركمانستان على استقلالها وبسطت سيطرتها الكاملة على صادرات الغاز وإيرادات الصادرات. على أية حال، تُشير أنابيب الغاز من الفترة السوفياتية إلى أن معظم الغاز يذهب إلى القوقاز وروسيا وأوكرانيا. في تسعينيات القرن العشرين، لم يتمكن العديد من زبائن الغاز في تركمانستان في رابطة الدول المستقلة من الدفع في الوقت المحدد أو فاوضوا على صفقات مقايضة. في منتصف تسعينيات القرن العشرين، توقفت تركمانستان عن تقديم الغاز إلى بعض أعضاء رابطة الدول المستقلة، مشيرة إلى الفشل في الدفع وصفقات المقايضة غبر الربحية. وفي الوقت عينه، حاولت الحكومة أن تجذب الاستثمارات في بناء أنابيب الغاز عبر إيران إلى تركيا ومن أوروبا الغربية عبر أفغانستان إلى باكستان. لم تنجح أي من هاتين الصفقتين بسبب البيئة الأمنية الإقليمية والتكاليف العالية؛ ارتفع التضخم وعجز الميزانية لكن تمت مقاومة الخصخصة. في أواخر تسعينيات القرن العشرين، أعادت الحكومة التفاوض بشأن الصادرات وتنظيمات السعر مع غازبروم وأعادت تجديد التوصيلات إلى جورجيا وأوكرانيا وبعض البلدان الأخرى. فتحت أيضًا أول خط أنابيب كي لا تمر عبر روسيا وهو خط كوربيزي كورت كوي. أُخذت الأرقام المذكورة في الجدول أدناه من «بي بي ستاتيستيكال ريفيو». تبلغ الوحدة مليار متر مكعب سنويًا. تَذكُر إنتاج الغاز والاستهلاك والصادرات بشكل كلي وأيضًا بشكل مُقسم إلى البلدان. من الملحوظ أن الإنتاج والصادرات قد وصلا إلى الذروة في عام 2008 وانخفضا بشكل ملحوظ في عام 2009. وهذا بسبب الانفجار الذي حصل في نظام خط أنابيب الغاز في مركز آسيا الوسطى في أبريل عام 2009، وهو الأمر الذي ألقت فيه تركمانستان اللوم على غازبروم. وفي وقت لاحق، قيدت روسيا صادراتها لما يبلغ 10 مليارات متر مكعب فقط، ومن ثم 5 مليارات متر مكعب. بدأ الإنتاج والتصدير بالازدياد مجددًا من عام 2010 بفضل افتتاح خط أنابيب الغاز لآسيا الوسطى والصين. توقفت الصادرات إلى روسيا في أواخر عام 2015. أُلغيت الإمدادات إلى إيران في أوائل عام 2017 مع مطالبة عشق آباد بأن طهران مَدينة بنحو 1.8 مليار دولار للإمدادات التي سُلمت منذ نحو 10 سنوات.
| العام | الإنتاج | الاستهلاك | الصادرات | الصادرات إلى روسيا | الصادرات إلى الصين | الصادرات إلى إيران |
| 2005  | 57      | 16.1      | 40.9     | 35.1               | 0                  | 5.8                |
| 2008  | 66.1    | 20.5      | 45.6     | 39.1               | 0                  | 6.5                |
| 2008  | 36.4    | 19.9      | 16.7     | 10.7               | 0                  | 5.8                |
| 2010  | 42.4    | 22.6      | 19.7     | 9.7                | 3.5                | 6.5                |
| 2011  | 59.5    | 25.5      | 34.5     | 10.1               | 14.3               | 10.2               |
| 2012  | 62.3    | 23.3      | 41.1     | 9.9                | 21.3               | 9.0                |
| 2013  | 62.3    | 22.3      | 40.1     | 9.9                | 24.4               | 4.7                |

### النفط
اعتبارًا من عام 2010، أنتجت تركمانستان 202 ألف برميل من النفط يوميًا. أنتجت دراغون أويل نحو 40 ألف برميل يوميًا. كان الاستهلاك المحلي نحو 100 ألف برميل يوميًا. أُخذت بيانات إنتاج النفط التالية من «بي بي ستاتيستيكال ريفيو».
| العام | الإنتاج (ألف برميل/السنة) | الإنتاج (مليون طن/سنة) | الاستهلاك (مليون طن/سنة) |
| 2002  | 183                       | 9                      | 3.9                      |
| 2005  | 193                       | 9.5                    | 4.3                      |
| 2008  | 208                       | 10.3                   | 5.1                      |
| 2009  | 211                       | 10.4                   | 4.6                      |
| 2010  | 217                       | 10.7                   | 4.5                      |
| 2011  | 217                       | 10.7                   | 4.7                      |
| 2012  | 222                       | 11.0                   | 4.8                      |
| 2013  | 231                       | 11.4                   | 4.8                      |

### مواد البناء
تعمل ثلاثة مصانع للإسمنت في تركمانستان. تقع هذه المصانع في محافظة عشق آباد والبلقان ولباب. يُقدر الإنتاج الكلي في عام 2013 بما يتجاوز مليوني طن.

### الكيماويات
تبني تركمانستان مصنعًا للبوتاس بمقدرة سنوية تبلغ 2.8 مليون طن من أسمدة البوتاس. سيُصدر الجزء الأكبر منها بما أن الطلب المحلي في البلد لا يتجاوز 10 آلاف طن. يُفترض أن ينتهي بناء هذا المصنع بحلول يونيو عام 2014، وسيقوم المصنع بإنتاج 640 ألف طن/سنة من اليوريا (كارباميد) و400 ألف طن/سنة من الأمونيا. وبحلول عام 2016، من المتوقع أن يُنتج البلد مليون طن من اليوريا (كارباميد) سنويًا.
في عام 2017، افتُتح مصنع للبوتاس بقدرة تزيد عن مليون طن وُقال بأنه الأكبر في آسيا الوسطى.

## وصلات خارجية
- Turkmenistan: Potential 'Super-Giant' Emerges On Energy Scene
- Turkmenistan: The ongoing development of agricultural industry
- Map of the oil and gas infrastructure in Turkmenistan